# Listă de pictori israelieni
Aceasta este o listă de pictori israelieni.

## A
- Jaakov Agam
- Avigdor Arikha

## B
- Yosl Bergner
- Helen Berman

## G
- Nahum Gutman

## K
- Menashe Kadishman

## L
- Raffi Lavie

## M
- Mane-Katz

## Y
- Abraham Yakin
- Hannah Yakin